# Balance ton quoi
Balance ton quoi is een nummer van de Belgische zangeres Angèle. Het nummer kwam uit op 15 april 2019 als zesde single van het debuutalbum Brol. Het nummer, geschreven door Angèle, gaat over seksisme. De titel is een verwijzing naar de bekende Franse hashtag BalanceTonPorc. Voorheen was de single een grote favoriet bij de fans van Angèle. Het nummer had al meer dan 20 miljoen streams op Spotify alvorens het als single bekend werd. Het nummer kreeg een diamanten onderscheiding in Frankrijk en dubbel platina in België. 
De videoclip kwam uit op 15 april 2019 en werd gemaakt door fotografe Charlotte Abramow. De acteur Pierre Niney speelt een rol in de videoclip. 

## Awards & nominaties
| Jaar | Award                        | Categorie                  | Resultaat   |
| ---- | ---------------------------- | -------------------------- | ----------- |
| 2019 | Red Bull Elektropedia Awards | Beste Videoclip            | Gewonnen    |
| 2019 | Music Industry Awards        | Beste videoclip            | Gewonnen    |
| 2019 | D6bels Music Awards          | Beste videoclip            | Gewonnen    |
| 2019 | D6bels Music Awards          | Hit van het jaar           | Genomineerd |
| 2019 | Victoires de la musique      | Beste audiovisuele creatie | Genomineerd |

## Hitlijsten

### VlaamseUltratop 50
| Hitnotering: 06-04-2019 t/m 06-09-2019 | Hitnotering: 06-04-2019 t/m 06-09-2019 | Hitnotering: 06-04-2019 t/m 06-09-2019 | Hitnotering: 06-04-2019 t/m 06-09-2019 | Hitnotering: 06-04-2019 t/m 06-09-2019 | Hitnotering: 06-04-2019 t/m 06-09-2019 | Hitnotering: 06-04-2019 t/m 06-09-2019 | Hitnotering: 06-04-2019 t/m 06-09-2019 | Hitnotering: 06-04-2019 t/m 06-09-2019 | Hitnotering: 06-04-2019 t/m 06-09-2019 | Hitnotering: 06-04-2019 t/m 06-09-2019 | Hitnotering: 06-04-2019 t/m 06-09-2019 | Hitnotering: 06-04-2019 t/m 06-09-2019 | Hitnotering: 06-04-2019 t/m 06-09-2019 | Hitnotering: 06-04-2019 t/m 06-09-2019 | Hitnotering: 06-04-2019 t/m 06-09-2019 | Hitnotering: 06-04-2019 t/m 06-09-2019 |
| Week:                                  | 1                                      | 2                                      | 3                                      | 4                                      | 5                                      | 6                                      | 7                                      | 8                                      | 9                                      | 10                                     | 11                                     | 12                                     | 13                                     | 14                                     | 15                                     |                                        |
| -------------------------------------- | -------------------------------------- | -------------------------------------- | -------------------------------------- | -------------------------------------- | -------------------------------------- | -------------------------------------- | -------------------------------------- | -------------------------------------- | -------------------------------------- | -------------------------------------- | -------------------------------------- | -------------------------------------- | -------------------------------------- | -------------------------------------- | -------------------------------------- | -------------------------------------- |
| Positie:                               | 38                                     | 36                                     | 31                                     | 25                                     | 17                                     | 13                                     | 17                                     | 21                                     | 15                                     | 19                                     | 16                                     | 21                                     | 18                                     | 19                                     | 25                                     |                                        |
| Week:                                  | 16                                     | 17                                     | 18                                     | 19                                     | 20                                     | 21                                     | 22                                     |                                        |                                        |                                        |                                        |                                        |                                        |                                        |                                        |                                        |
| Positie:                               | 26                                     | 28                                     | 26                                     | 35                                     | 39                                     | 41                                     | 42                                     | uit                                    |                                        |                                        |                                        |                                        |                                        |                                        |                                        |                                        |